# Iridopsis candidata
Iridopsis candidata är en fjärilsart som beskrevs av W. Warren 1904. Iridopsis candidata ingår i släktet Iridopsis och familjen mätare. Inga underarter finns listade i Catalogue of Life.